# تیتان دو
تیتان دو (انگلیسی: LGM-25C Titan II) یک موشک بالستیک قاره‌پیما و پرتابگر فضایی بود که توسط گلن ال. مارتین کمپانی از روی تیتان یک توسعه داده شده بود.
این موشک در اختیار نیروی هوایی ایالات متحده آمریکا قرار داشت.